# Rhônexpress
Rhônexpress — маршрут експрес трамвай-поїзд, що сполучає центр Ліону, Франція та його аеропорт Ліон-Сент Екзюпері.
Маршрут завдовжки 23 км, його обслуговують шість трамвай-потягів, побудовані швейцарським виробником Stadler Rail. Маршрут від аеропорту до ділового центру міста на Пар-Дьє (залізнична станція Ліон-Пар-Дьє) за маршрутом Во-ан-Велен — Ла-Суа (пересадка на лінію Метро А) та Мейзьє займає приблизно півгодини. Потяги курсують що 15–30 хвилин.
Проєкт передбачав побудову 8,5 км нових колій, а решта маршруту пролягає по існуючій трамвайній лінії Т3, на якій на деяких станціях були побудовані проїзні колії, щоб забезпечити швидку послугу. Служба працює самостійно і не є частиною системи TCL, хоча вона є на схемах TCL.
Шість трамвай-потягів Stadler Tango були виготовлені компанією Stadler Rail на її заводі у Вільгельмсру, Берлін. 

## Станції
Rhônexpress використовує інфраструктуру маршруту Т3, побудовану Sytral на дільниці від Ліона до Мейзьє (хаб з великою парковкою). Звідти були побудовані нові колії спеціально для Rhônexpress до аеропорту Ліон-Сент Екзюпері. Має чотири зупинки:
- Гар-Пар-Дьє (пересадка на лінію метро B)
- Во-ан-Велен (пересадка на лінію метро А)
- Мейзьє
- Ліон-Сент Екзюпері